# Fernando Ganhão
Fernando dos Reis Ganhão, né le 6 janvier 1937 à Lourenço Marques (auj. Maputo) au Mozambique portugais et mort le 4 avril 2008 dans la même ville, est un intellectuel, historien, universitaire, homme politique et poète mozambicain. Il fut le premier recteur (président) de l'université de Lourenço Marques, devenue université Eduardo Mondlane en 1976.

## Biographie
Après une scolarité primaire et secondaire à Lourenço Marques, Fernando Ganhão poursuit des études supérieures à Lisbonne, Paris et Varsovie.
En 1961 il rejoint le Front de libération du Mozambique (FRELIMO), fondé l'année précédente. Tout en poursuivant la lutte pour l'indépendance, il est professeur d'histoire du Mozambique à l'Instituto Moçambicano de Dar-es-Salaam, dont il est également le directeur. Il entreprend en outre une œuvre d'envergure, la première compilation systématique des données sur l'histoire du Mozambique.
Après les accords de cessez-le-feu de Lusaka signés le 7 septembre 1974 et mettant fin dix ans de guerre coloniale, Fernando Ganhão rentre au Mozambique. En décembre 1974, il est nommé Doyen de l'université de Lourenço Marques, qui prendra le nom d'« université Eduardo Mondlane » le 1er mai 1976. À ce poste il s'attache à transformer l'ancien cursus colonial en un système universitaire répondant aux besoins de la jeune nation.
En décembre 1977 il est élu à l'Assemblée populaire – renommée Assemblée de la République en 1994 – qui l'élit à son tour membre de sa Commission permanente.
Parmi de nombreuses autres responsabilités, Fernando Ganhão fut le président du Comité national olympique et le vice-président de la Commission nationale pour l'UNESCO.
Quelques-uns de ses poèmes figurent dans le second volume de Poesia de combate, un recueil publié en 1977 sous l'égide du FRELIMO.